# 山形孝夫
山形 孝夫（やまがた たかお、1932年1月3日（93歳）-　）は、日本の宗教人類学者、宮城学院女子大学名誉教授。

## 来歴
宮城県仙台市に生まれる。東北大学文学部宗教学科卒業。同大学院博士課程修了。東北大学講師、宮城学院女子大学教授、学長。1988年『砂漠の修道院』で日本エッセイストクラブ賞受賞。

## 著書
- 『レバノンの白い山 古代地中海の神々』未来社 1976
- 『聖書の起源』講談社現代新書 1976。ちくま学芸文庫 2010
- 『治癒神イエスの誕生』小学館創造選書 1981。ちくま学芸文庫　2010
  - 『聖書の奇跡物語』 朝日文庫、1991
- 『聖書物語』岩波ジュニア新書　1982
- 『砂漠の修道院』新潮選書 1987。平凡社ライブラリー 1998
- 『聖書小事典』岩波ジュニア新書 1993
  - 『読む聖書事典』ちくま学芸文庫 2015
- 『失われた風景 日系カナダ漁民の記録から』未来社 1996
- 『死者と生者のラスト・サパー』朝日新聞社 2000（自伝的エッセイ）  
  - 『死者と生者のラスト・サパー 死者を記憶するということ 河出書房新社 2012
- 『聖書を読み解く 物語の源流をたどって』PHPエディターズ・グループ 2007
- 『聖母マリア崇拝の謎 「見えない宗教」の人類学』河出ブックス 2010
- 『黒い海の記憶――いま、死者の語りを聞くこと』岩波書店 2013

### 共著編
- 『図説聖書物語 旧約篇』山形美加共著　河出書房新社(ふくろうの本) 2001
- 『図説聖書物語 新約篇』山形美加共著　河出書房新社(ふくろうの本) 2002
- 『宗教のキーワード集 この1冊で世界がわかる 三木紀人共編 學燈社 2005
- 『3・11以後この絶望の国で 死者の語りの地平から』西谷修共著 ぷねうま舎 2014

### 翻訳
- J.A.T.ロビンソン『からだの神学 パウロ神学の研究』日本基督教団出版部 1964
- 『聖書の伝承と様式 キリスト教の起源』（訳編）未来社 1967
- カレン・L.キング『マグダラのマリアによる福音書 イエスと最高の女性使徒』新免貢共訳 河出書房新社 2006